# Elaine Thompson
Elaine Thompson (parròquia de Manchester, Jamaica; 28 de juny de 1992) és una atleta de velocitat jamaicana, especialista en 100 i 200 metres llisos. Ha participat en 2 Olimpíades, guanyant 5 medalles d'or i 1 medalla de plata. A més, ha guanyat 5 medalles (1 d'or) en els Campionats del Món i 1 medalla d'or en la prova dels 100m llisos dels Jocs Panamericans de Lima 2019. Thompson té la 2a millor marca de tots els temps en 100m llisos, aconseguida el 21 d'agost de 2021 en la Prefontaine Clàssic d'Eugene amb un temps de 10.54 segons. També és la 3a dona més ràpida de tots els temps en la prova dels 200m llisos, amb una marca de 21.53 segons, aconseguida en la final dels Jocs Olímpics de Tòquio 2020.
Actualment té el rècord nacional dels 100m i dels 4x100m.

## Biografia
Thompson és nativa de Banana Ground a la parròquia de Manchester, Jamaica. Competint per Christiana High School i posteriorment per a la Manchester High School, Thompson va mostrar un bon rendiment encara que no tant rellevant per a una corredora juvenil; el seu millor resultat va ser en els Campionats de Joves de Jamaica el 2009, quan va aconseguir un quart lloc en els 100 m Classe Dos amb un temps de 12,01 s. El 2011, el seu últim any a l'escola Manchester, va quedar fora de l'equip d'atletisme per raons disciplinàries.
En acabar l'escola secundària, va ser reclutada per la Universitat de Tecnologia de Jamaica per Paul Francis, que era el germà de Stephen Francis (l'entrenador cap de Club de Carreres MVP). Sota la tutela de MVP, els temps de Thompson van començar a millorar notablement. En 2013, en els Gibson Relays va assolir una marca de 11,41, quedant segona per darrere de Carrie Russell en els Campionats Intercol·legials de Jamaica; en el Campionat del 2013 d'Amèrica Central i el Carib celebrat a Morelia, va guanyar una medalla d'or en els 4×100 metres relleus, corrent la primera etapa de l'equip de jamaicà que va guanyar amb un temps de 43.58 s.
El 2014 va guanyar el seu primer títol intercol·legial, finalitzant en cinquena posició amb un temps d'11,26 s en els campionats nacionals i el seu millor temps de la temporada de 11,17 s. Va representar a Jamaica en els Jocs de la Commonwealth del 2014 a Glasgow, competint en 4×100 m en les jornades classificatòries; Jamaica va guanyar la seva classificació amb 42,44 s, i l'equip va guanyar la medalla d'or a la final tot i que Thompson no va formar part de l'equip en aquesta.

### Els inicis en competicions internacionals
El 2015 va aparèixer en les competències internacionals. Al març va tornar a guanyar el campionat intercol·legial de Jamaica, baixant per sota dels 11 segons per primera vegada en la UTech Classic l'11 d'abril, amb una marca formidable de 10,92 s.
Va marcar 10,97 segons en la Jamaica International Invitational a Kingston, derrotant a atletes com a Blessing Okagbare i Allyson Felix; la victòria va confirmar el seu nou estatus com una de les velocistes més destacades del món. Al Prefontaine Classic celebrat a Eugene (EUA), Thompson va perdre per molt poc per English Gardner en la carrera-B, ja que ambdues van marcar 10,84 s; des del 27 de juliol de 2015, aquest és el millor temps que Thompson va aconseguir en els 100 m i la col·loca en el lloc 30 del rànquing mundial en la història de les carreres.
En el Campionat Mundial d'Atletisme de l'any 2015 a Beijing, Thompson va guanyar la medalla de plata, sent superada per Dafne Schippers. El temps de Thompson en els 200 m va ser de 21,66 s va ser, més ràpid que la seva marca prèvia en el campionat però 0,03 s més lenta que Schippers.

### 2016: Doble campiona olímpica a Rio
L'1 de juliol de 2016, Thompson aconseguia la seva millor marca fins al moment als 100m llisos, amb un temps de 10.70 segons, que li permetia la classificació per les Olimpíades. El 14 d'agost d'aquell any, es penjava la seva primera medalla d'or olímpica, guanyant la cursa dels 100m llisos amb una marca de 10.71 segons. Només 4 dies després aconseguia l'or en la cursa dels 200m llisos, amb una marca de 21.78 segons. La fita de guanyar 2 medalles d'or en els mateixos jocs no s'aconseguia des que ho va fer la plusmarquista mundial Florence Griffith-Joyner, als Jocs Olímpics de Seúl 1988.

### 2017 - 2020
El 2017 va patir una lesió menor al tendó d'aquil·les, cosa que la va fer apartar unes setmanes de la competició. En el Campionat del Món de Londres va quedar 5a a la final dels 100m i no es va poder classificar per la final dels 200m. L'any 2019 aconseguia la seva primera i única medalla d'or als Jocs Panamericans de Lima en la cursa dels 100m llisos. Al mes d'octubre del mateix any, al Campionat del Món de Doha obtenia la 4a posició a la prova dels 100m i no participava a les semifinals de la prova de 200m degut al ressentiment de la lesió al tendó d'aquil·les.

### 2021 - 2023: Triple campiona olímpica i rècord nacional
El 2021 es convertia en la 5a dona de tota la història en guanyar tres medalles d'or en unes Olimpíades, aconseguint la victòria en la prova dels 100m, 200m i el 4x100m relleus als Jocs Olímpics de Tòquio 2020. El 21 d'agost del 2021, en la final dels 100m de la Prefontaine d'Eugene, aconseguia la seva marca personal i la 2a millor marca de tota la història amb un temps de 10,54 segons.
L'any següent va participar al Campionat del Món d'Eugene, aconseguint la medalla de bronze als 100m llisos i la medalla de plata als 4x100m relleus. En la prova dels 200m va arribar en la 7a posició a la final. L'any 2023, només va participar en la prova classificatòria dels 4x100m relleus del Campionat del Món de Budapest i no aconseguia, per primera vegada des del 2015, participar en les proves individuals. El mes de novembre del mateix any, trencava amb la seva entrenadora sota demandes d'impagaments.

### 2024
Poques setmanes abans dels Jocs Olímpics, Thompson anunciava que no participaria en la prova dels 200m, ja que volia dedicar tots els seus esforços en els 100 metres. Malgrat la decisió, dies abans de la celebració de la cita olímpica, anunciava que no hi participaria a causa d'una lesió al tendó d'aquil·les.

## Marques personals
| Disciplina     | Marca    | Vent     | Seu    | Data               |
| -------------- | -------- | -------- | ------ | ------------------ |
| 100m llisos    | 10.54 NR | +0,9 m/s | Eugene | 21 d'agost de 2021 |
| 200m llisos    | 21.53    | +0,8 m/s | Tòquio | 3 d'agost de 2021  |
| 4x100m relleus | 41.02 NR |          | Tòquio | 6 d'agost de 2021  |

## Trajectòria professional
| Jocs Olímpics     | Jocs Olímpics  | Jocs Olímpics | Jocs Olímpics |
| Any               | Seu            | Posició       | Prova         |
| ----------------- | -------------- | ------------- | ------------- |
| 2016              | Rio de Janeiro | 1             | 100m llisos   |
| 2016              | Rio de Janeiro | 1             | 200m llisos   |
| 2016              | Rio de Janeiro | 2             | 4x100m llisos |
| 2020              | Tòquio         | 1             | 100m llisos   |
| 2020              | Tòquio         | 1             | 200m llisos   |
| 2020              | Tòquio         | 1             | 4x100m llisos |
| Campionat del Món |                |               |               |
| 2015              | Pequín         | 2             | 200m llisos   |
| 2015              | Pequín         | 1             | 4x100m llisos |
| 2017              | Londres        | 5a posició    | 100m llisos   |
| 2019              | Doha           | 4a posició    | 100m llisos   |
| 2019              | Doha           | DNS (SF)      | 200m llisos   |
| 2022              | Oregon         | 3             | 100m llisos   |
| 2022              | Oregon         | 7a posició    | 200m llisos   |
| 2022              | Oregon         | 2             | 4x100m llisos |
| 2023              | Budapest       | 2             | 4x100m llisos |
| Jocs Panamericans |                |               |               |
| 2019              | Lima           | 1             | 100m llisos   |